# Разпъване на колело
Разпъване на колело (Catherine wheel, кръстено на света Екатерина) – форма на смъртното наказание, обичайна за Античността и Средновековието като разпъване на колело е било използвано и в древен Рим. През Средновековието и в началото на Новата епоха, е било обичайно в Европа, особено в Германия и във Франция, където се счита за най-мъчително (след разсичането на четири) и най-позорно.
В Русия този вид екзекуция е известен от 17 век, но колелото започнало да се използва редовно при Петър I, след като получава законодателно одобрение във Военния устав, колелото престава да се използва чак през XIX век.
Големите кости на тялото на осъдения се счупват с железен прът или колело, след което го връзват към голямо колело и поставят колелото на стълб. Осъденият е с лице към небето и умира от шок и дехидратация, често доста време. Страданията на умиращия човек се влошават от птиците, които го кълват. Понякога, вместо колело, се използва просто дървена рамка или кръст, изработени от трупи.
- Колелото. Изложба на Музея на восъчни фигури в Локет (Чехия)
- Скелетни останки от мъж, осъден на колело, на възраст 25 -30 години, живял 16-18 век. Открит през 2014 г. на мястото на изпълнение Пьолс-Оберкурцхайм (Щирия), Австрия. Експонат в замъка Ригерсбург в Австрия